# P&O Cruises Australia
P & O Cruises Australia était une société de croisière appartenant au groupe Carnival Group. Elle fut intégrée à la Carnival Cruise Line après sa dissolution en mars 2025
Cette société exploitait plusieurs navires dont le Pacific Sun, le Pacific Dawn et le Pacific Explorer

## Historique
En 2001, le Pacific Sky rejoint la compagnie P&O Australia et a été vendu à Pullmantur Cruises en 2006, en 2004 le Pacific Sun rejoint la flotte, suivi par le Pacific Star en 2005. En octobre 2007 le Regal Princess est transféré de la compagnie Princess Cruises à la compagnie australienne, après un mois de rénovations, il entre en service comme Pacific Dawn.
Le 30 octobre 2008, la compagnie Carnival Group a annoncé la fermeture de sa filiale au Royaume-Uni, la compagnie P&O Cruises. Parallèlement, deux navires de Ocean Village seront transférés vers la flotte de P & O Cruises Australia. Le 29 mars 2025, la compagnie fut dissoute puis intégrée à la Carnival Cruise Line.

## Entreprises partenaires
La compagnie P & O Cruises Australia sous-traite certains services à d'autres sociétés telles que :
- Steiner Leisure, pour les services de spa.

## Source
- (en) Cet article est partiellement ou en totalité issu de l’article de Wikipédia en anglais intitulé « P&O Cruises Australia » (voir la liste des auteurs).